# Diocesi di Bukoba
La diocesi di Bukoba (in latino Dioecesis Bukobaënsis) è una sede della Chiesa cattolica in Tanzania suffraganea dell'arcidiocesi di Mwanza. Nel 2022 contava 648.000 battezzati su 1.108.000 abitanti. È retta dal vescovo Jovitus Francis Mwijage.

## Territorio
La diocesi comprende i distretti di Bukoba urbano, Bukoba rurale, Missenyi e Muleba nella regione del Kagera in Tanzania.
Sede vescovile è la città di Bukoba, dove si trova la cattedrale di Maria Mater Misericordiae.
Il territorio è suddiviso in 39 parrocchie, raggruppate in 5 decanati: Bukoba, Ihangiro, Ikimba, Kiziba e Muleba.

## Storia
Il vicariato apostolico del Kagera inferiore fu eretto il 13 dicembre 1951 con la bolla Ob divinitus di papa Pio XII, ricavandone il territorio dal vicariato apostolico di Bukoba, da non confondersi con la presente diocesi e che in seguito ha dato origine all'attuale diocesi di Rulenge-Ngara.
Il 25 marzo 1953 in forza della bolla Quemadmodum ad Nos dello stesso papa Pio XII il vicariato apostolico fu elevato a diocesi e assunse la denominazione di diocesi di Rutabo, con sede vescovile nell'omonima città. Originariamente era suffraganea dell'arcidiocesi di Tabora.
Il 21 giugno 1960 per effetto del decreto Eminentissimus della Sacra Congregazione di Propaganda Fide la diocesi si è ampliata acquisendo una porzione di territorio dall'antica diocesi di Bukoba. Il territorio acquisito comprende la città di Bukoba, dove è stata trasferita la sede vescovile. Conseguentemente la diocesi ha assunto il nome attuale, mentre la sede dell'antica diocesi di Bukoba è stata traslata a Rulenge.
Il 18 novembre 1987 è entrata a far parte della provincia ecclesiastica dell'arcidiocesi di Mwanza.

## Cronotassi dei vescovi
Si omettono i periodi di sede vacante non superiori ai 2 anni o non storicamente accertati.
- Laurean Rugambwa † (13 dicembre 1951 - 19 dicembre 1968 nominato arcivescovo di Dar-es-Salaam)
- Placidus Gervasius Nkalanga, O.S.B. † (6 marzo 1969 - 26 novembre 1973 dimesso)
- Nestorius Timanywa † (26 novembre 1973 - 15 gennaio 2013 ritirato)
- Desiderius M. Rwoma (15 gennaio 2013 - 1º ottobre 2022 ritirato)[2]
- Jovitus Francis Mwijage, dal 19 ottobre 2023

## Statistiche
La diocesi nel 2022 su una popolazione di 1.108.000 persone contava 648.000 battezzati, corrispondenti al 58,5% del totale.
| anno | popolazione | popolazione | popolazione | presbiteri | presbiteri | presbiteri | presbiteri                | diaconi | religiosi | religiosi | parrocchie |
| anno | battezzati  | totale      | %           | numero     | secolari   | regolari   | battezzati per presbitero | diaconi | uomini    | donne     | parrocchie |
| ---- | ----------- | ----------- | ----------- | ---------- | ---------- | ---------- | ------------------------- | ------- | --------- | --------- | ---------- |
| 1970 | 221.574     | 427.921     | 51,8        | 71         | 68         | 3          | 3.120                     |         | 5         | 253       | 55         |
| 1980 | 248.550     | 566.000     | 43,9        | 100        | 86         | 14         | 2.485                     |         | 19        | 274       | 23         |
| 1990 | 360.355     | 748.588     | 48,1        | 97         | 91         | 6          | 3.715                     |         | 6         | 380       | 24         |
| 1999 | 566.695     | 1.131.127   | 50,1        | 105        | 98         | 7          | 5.397                     |         | 12        | 504       | 28         |
| 2000 | 569.100     | 1.140.000   | 49,9        | 113        | 106        | 7          | 5.036                     |         | 12        | 510       | 28         |
| 2001 | 578.100     | 1.180.000   | 49,0        | 109        | 104        | 5          | 5.303                     |         | 11        | 515       | 28         |
| 2002 | 583.000     | 1.170.833   | 49,8        | 114        | 108        | 6          | 5.114                     |         | 12        | 515       | 28         |
| 2003 | 636.724     | 1.171.620   | 54,3        | 112        | 107        | 5          | 5.685                     |         | 11        | 512       | 29         |
| 2004 | 519.123     | 868.066     | 59,8        | 118        | 112        | 6          | 4.399                     |         | 11        | 518       | 29         |
| 2006 | 521.256     | 870.048     | 59,9        | 119        | 113        | 6          | 4.380                     |         | 11        | 512       | 29         |
| 2012 | 529.444     | 877.000     | 60,4        | 126        | 121        | 5          | 4.201                     |         | 10        | 434       | 31         |
| 2015 | 547.323     | 930.000     | 58,9        | 138        | 135        | 3          | 3.966                     |         | 3         | 546       | 35         |
| 2018 | 569.994     | 984.935     | 57,9        | 143        | 137        | 6          | 3.985                     |         | 6         | 578       | 39         |
| 2020 | 609.725     | 1.042.400   | 58,5        | 143        | 140        | 3          | 4.263                     |         | 6         | 581       | 39         |
| 2022 | 648.000     | 1.108.000   | 58,5        | 148        | 145        | 3          | 4.378                     |         | 3         | 581       | 39         |